# Walter Birnbaum (Physiker)
Walter Robert Oswald Birnbaum (* 9. April 1897 in Zittau; † 20. Februar 1925) war ein deutscher Physiker.

## Leben
Nach der im Frühjahr 1916 bestandenen Reifeprüfung war er bis zum Dezember 1918 im Heeresdienst, studierte dann in Leipzig und später in Göttingen Mathematik und Physik. Bei Ludwig Prandtl promovierte er am 25. Oktober 1922 mit der Arbeit Das ebene Problem des schlagenden Fluegels zu unerklärlichen Schwingungen an den Tragflächen bei höheren Fluggeschwindigkeiten, die zu vielen Unfällen geführt hatten.
1923/24 war er wissenschaftlicher Mitarbeiter am Laboratorium der AEG. Um 1923 entwickelte er, nach dem Bericht von Max Michael Munk, eine einfachere Lösung für das Tragflächen-Profil, indem er den Hauptbogen (mean camber line) durch einen Wirbelbogen ersetzte.
Zum Neujahr 1925 trat er in die Aerodynamische Versuchsanstalt ein, starb jedoch sechs Wochen später.